# واهاگن خاچاطوریان
واهاگن گارنیکی خاچاطوریان (ارمنی: Վահագն Գառնիկի Խաչատուրյան؛ زادهٔ ۲۶ ژوئیهٔ ۱۹۵۹) یک سیاستمدار ارمنی است که از سال ۲۰۲۲ به‌عنوان پنجمین رئیس‌جمهور ارمنستان خدمت می‌کند. خاچاطوریان از تاریخ ۴ اوت ۲۰۲۱ تا ۳ مارس ۲۰۲۲ در دولت سوم نیکول پاشینیان سمت وزارت صنایع فناوری پیشرفته ارمنستان را عهده‌دار بود. وی پیشتر از سال ۱۹۹۲ تا ۱۹۹۶ سمت شهرداری ایروان را عهده‌دار بود.

## زندگی‌نامه
در ۲۶ ژوئیه ۱۹۵۹ در سیسیان به دنیا آمد و از دانشگاه دولتی علم اقتصاد ارمنستان فارغ‌التحصیل شد. او دارای یک همسر و دو فرزند است. وی همچنین افزون بر زبان ارمنی بر زبان‌های روسی و انگلیسی نیز مسلط است. 

## ریاست جمهوری
او در پی استعفای آرمن سارگسیان در انتخابات ریاست‌جمهوری ارمنستان (۲۰۲۲) بعنوان ششمین رئیس‌جمهور ارمنستان انتخاب شد.

## نگارخانه

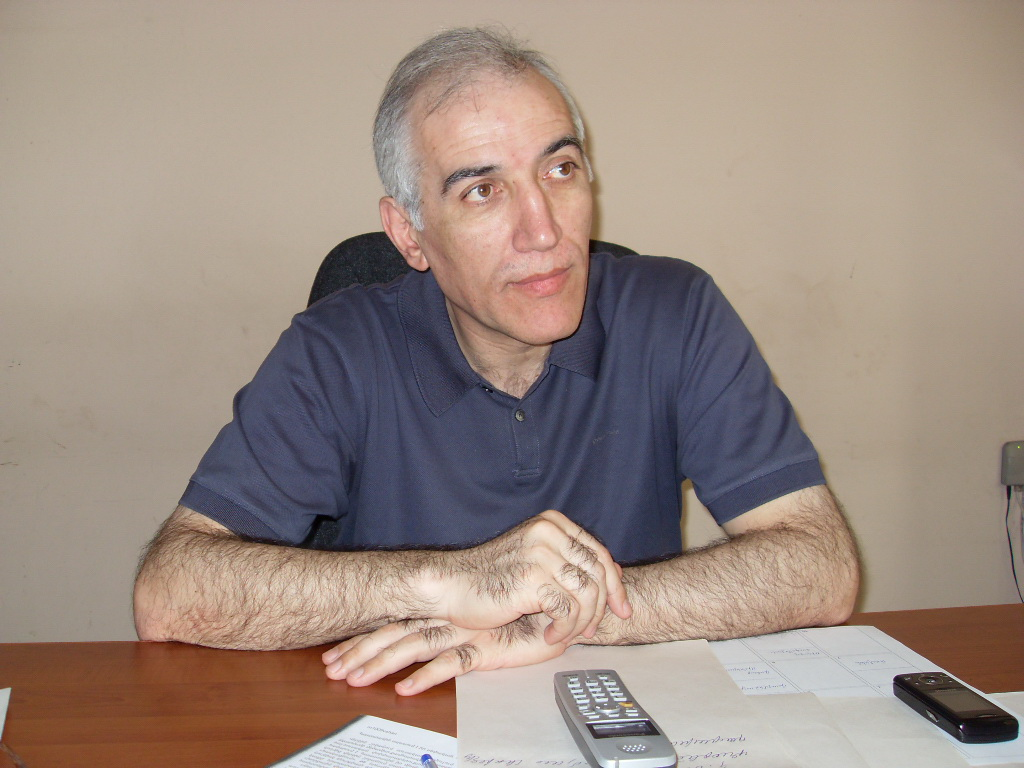